# Kutyapanzió
A kutyapanzió, kutyapanzióztatás a kutyák éjszakai ellátására utal. Ez különböző létesítményekben történhet, beleértve a professzionális kutyapanziókat, kutyaszitterek magánlakásait vagy a kutyatulajdonosok otthonát.

## Háttér
A kutyapanzió gyakorlata a kutyák elhelyezésének megoldásaként alakult ki, amikor gazdáik távol vannak akár nyaralás, üzleti út vagy egyéb okok miatt. A kutyapanziók széles skálán mozoghatnak, a hagyományos kennelektől kezdve a modern, számtalan szórakozási és tartási lehetőségeket kínáló kutyahotelekig. Emellett egyesek otthoni kutyapanzió szolgáltatást is igénybe vesznek, vagy helyi kutyaszittereket keresnek közösségükben.
A kutyapanzió fogalma az 1990-es évek elején alakult ki. A második világháború előtt a kutyák túlnyomórészt a szabadban éltek, de az urbanizáció következtében a kutyák egyre inkább beltérbe szorultak. A 2010-es években a demográfiai változások, például a gyermektelen felnőttek növekvő népessége hozzájárult a háziállatokra irányuló fokozott figyelemhez és az ezzel kapcsolatos, egyre növekvő kiadásokhoz.
A kutyapanzió-iparág folyamatos növekedésnek örvend. 2022-ben a háziállatpanziós szolgáltatások globális piacának értéke 6,72 milliárd USD volt, és az előrejelzések szerint 2023 és 2030 között továbbra is erőteljes, 8,30%-os összetett éves növekedési ütemet fog mutatni. Ezt a bővülést elsősorban olyan tényezők okozzák, mint a kisállatpanziós és kutyapanziós szolgáltatások növekvő népszerűsége, a kisállattartás növekedése, a háziállatok humanizálásának trendje, valamint a kisállatok gondozására fordított növekvő kiadások mind a fejlett, mind a fejlődő országokban.

## Típusok

### Professzionális kutyapanziók
A professzionális kutyapanzió egy kifejezetten erre a célra kialakított, általában hűtött-fűtött, a mindenkori, kedvtelésből tartott állattartási törvénynek megfelelő létesítményt jelent, szakszerűen képzett felvigyázó munkatársak jelenléte mellett. A professzionális kutyapanziók kényelmi kínálata jellemzően változó, a vendégek kényelmét és elfoglaltságát számtalan eszközzel, játékkal, felszereléssel színesíthetik.

### Privát kutyapanziók
Az otthoni kutyapanzió olyan éjszakai kutyagondozás, amelyet egy kutyaszitter biztosít a saját otthonában. Ez a panziós forma népszerű a szorongó, ugyanakkor szigorúan szociális kutyák körében, mivel jellemzően alacsony létszámú, visszatérő vendégkörrel működik.

### Háznál történő felvigyázás
A háznál történő felvigyázás a kutyák éjszakai gondozásának egy formája, amely a kutyatulajdonos otthonában történik. Sok kutyatulajdonos jobban szereti saját otthonában, a megszokott környezetében hagyni kutyáját, miközben egy megbízott személy gondoskodik róla. Ez egy gyakran használt szolgáltatás például nem szociális vagy agresszív kutyák részére.